# Mistrovství světa v judu 2015 – ženy – polostřední váha (-63 kg)
Zápasy v judu na XL. mistrovství světa v kategorii polostředních vah žen proběhly v Astaně, 27. srpna 2015.

## Finále
| finále                 |                   |
| ---------------------- | ----------------- |
| Tina Trstenjaková      | Tina Trstenjaková |
| Clarisse Agbegnenouová | Tina Trstenjaková |

## Opravy / O bronz
Poražení čtvrtfinalisté se utkávají mezi sebou v opravách. Vítězové oprav následně vyzvou poražené semifinalisty v boji o bronzovou medaili.
| opravy                  | o bronz                 |                         |
| ----------------------- | ----------------------- | ----------------------- |
| Cedevsürengín Mönchzaja | Cedevsürengín Mönchzaja | Cedevsürengín Mönchzaja |
| Marijana Miškovićová    | Cedevsürengín Mönchzaja | Cedevsürengín Mönchzaja |
|                         | Jarden Gerbiová         | Cedevsürengín Mönchzaja |
| Miku Taširová           | Miku Taširová           | Miku Taširová           |
| Anicka Van Emdenová     | Miku Taširová           | Miku Taširová           |
|                         | Juul Franssenová        | Miku Taširová           |

## Pavouk
|   | 1/64                    | 1/32                      | 1/16                      | čtvrtfinále             | semifinále             | finále                 |
| - | ----------------------- | ------------------------- | ------------------------- | ----------------------- | ---------------------- | ---------------------- |
| A | volný los               | Tina Trstenjaková         | Tina Trstenjaková         | Tina Trstenjaková       | Tina Trstenjaková      | Tina Trstenjaková      |
| A | volný los               | Tina Trstenjaková         | Tina Trstenjaková         | Tina Trstenjaková       | Tina Trstenjaková      | Tina Trstenjaková      |
| A | Pari Surakatovová       | Pari Surakatovová         | Tina Trstenjaková         | Tina Trstenjaková       | Tina Trstenjaková      | Tina Trstenjaková      |
| A | Chunang Š'-chan         | Pari Surakatovová         | Tina Trstenjaková         | Tina Trstenjaková       | Tina Trstenjaková      | Tina Trstenjaková      |
| A | Edwige Gwendová         | Edwige Gwendová           | Edwige Gwendová           | Tina Trstenjaková       | Tina Trstenjaková      | Tina Trstenjaková      |
| A | Jazmin Toralová         | Edwige Gwendová           | Edwige Gwendová           | Tina Trstenjaková       | Tina Trstenjaková      | Tina Trstenjaková      |
| A | volný los               | Anna Bernholmová          | Edwige Gwendová           | Tina Trstenjaková       | Tina Trstenjaková      | Tina Trstenjaková      |
| A | volný los               | Anna Bernholmová          | Edwige Gwendová           | Tina Trstenjaková       | Tina Trstenjaková      | Tina Trstenjaková      |
| A | volný los               | Cedevsürengín Mönchzaja   | Cedevsürengín Mönchzaja   | Cedevsürengín Mönchzaja | Tina Trstenjaková      | Tina Trstenjaková      |
| A | volný los               | Cedevsürengín Mönchzaja   | Cedevsürengín Mönchzaja   | Cedevsürengín Mönchzaja | Tina Trstenjaková      | Tina Trstenjaková      |
| A | Imen Agvarová           | Maricet Espinosaová       | Cedevsürengín Mönchzaja   | Cedevsürengín Mönchzaja | Tina Trstenjaková      | Tina Trstenjaková      |
| A | Maricet Espinosaová     | Maricet Espinosaová       | Cedevsürengín Mönchzaja   | Cedevsürengín Mönchzaja | Tina Trstenjaková      | Tina Trstenjaková      |
| A | Jang Ťün-sia            | Jang Ťün-sia              | Jang Ťün-sia              | Cedevsürengín Mönchzaja | Tina Trstenjaková      | Tina Trstenjaková      |
| A | Mariana Silvaová        | Jang Ťün-sia              | Jang Ťün-sia              | Cedevsürengín Mönchzaja | Tina Trstenjaková      | Tina Trstenjaková      |
| A | volný los               | Estefania Garcíaová       | Jang Ťün-sia              | Cedevsürengín Mönchzaja | Tina Trstenjaková      | Tina Trstenjaková      |
| A | volný los               | Estefania Garcíaová       | Jang Ťün-sia              | Cedevsürengín Mönchzaja | Tina Trstenjaková      | Tina Trstenjaková      |
| B | volný los               | Kathrin Unterwurzacherová | Kathrin Unterwurzacherová | Marijana Miškovićová    | Juul Franssenová       | Tina Trstenjaková      |
| B | volný los               | Kathrin Unterwurzacherová | Kathrin Unterwurzacherová | Marijana Miškovićová    | Juul Franssenová       | Tina Trstenjaková      |
| B | Ivana Komlóšiová        | Agata Ozdobová            | Kathrin Unterwurzacherová | Marijana Miškovićová    | Juul Franssenová       | Tina Trstenjaková      |
| B | Agata Ozdobová          | Agata Ozdobová            | Kathrin Unterwurzacherová | Marijana Miškovićová    | Juul Franssenová       | Tina Trstenjaková      |
| B | volný los               | Szandra Szögediová        | Marijana Miškovićová      | Marijana Miškovićová    | Juul Franssenová       | Tina Trstenjaková      |
| B | volný los               | Szandra Szögediová        | Marijana Miškovićová      | Marijana Miškovićová    | Juul Franssenová       | Tina Trstenjaková      |
| B | Muchaja Ibrahimovová    | Marijana Miškovićová      | Marijana Miškovićová      | Marijana Miškovićová    | Juul Franssenová       | Tina Trstenjaková      |
| B | Marijana Miškovićová    | Marijana Miškovićová      | Marijana Miškovićová      | Marijana Miškovićová    | Juul Franssenová       | Tina Trstenjaková      |
| B | volný los               | Martyna Trajdosová        | Rizlen Zuaková            | Juul Franssenová        | Juul Franssenová       | Tina Trstenjaková      |
| B | volný los               | Martyna Trajdosová        | Rizlen Zuaková            | Juul Franssenová        | Juul Franssenová       | Tina Trstenjaková      |
| B | Rizlen Zuaková          | Rizlen Zuaková            | Rizlen Zuaková            | Juul Franssenová        | Juul Franssenová       | Tina Trstenjaková      |
| B | Leilani Akiyamaová      | Rizlen Zuaková            | Rizlen Zuaková            | Juul Franssenová        | Juul Franssenová       | Tina Trstenjaková      |
| B | volný los               | Elis Šlezingrová          | Juul Franssenová          | Juul Franssenová        | Juul Franssenová       | Tina Trstenjaková      |
| B | volný los               | Elis Šlezingrová          | Juul Franssenová          | Juul Franssenová        | Juul Franssenová       | Tina Trstenjaková      |
| B | Juul Franssenová        | Juul Franssenová          | Juul Franssenová          | Juul Franssenová        | Juul Franssenová       | Tina Trstenjaková      |
| B | Gulnar Hajtbajevová     | Juul Franssenová          | Juul Franssenová          | Juul Franssenová        | Juul Franssenová       | Tina Trstenjaková      |
| C | volný los               | Clarisse Agbegnenouová    | Clarisse Agbegnenouová    | Clarisse Agbegnenouová  | Clarisse Agbegnenouová | Clarisse Agbegnenouová |
| C | volný los               | Clarisse Agbegnenouová    | Clarisse Agbegnenouová    | Clarisse Agbegnenouová  | Clarisse Agbegnenouová | Clarisse Agbegnenouová |
| C | Kiyomi Watanabeová      | Hilde Drexlerová          | Clarisse Agbegnenouová    | Clarisse Agbegnenouová  | Clarisse Agbegnenouová | Clarisse Agbegnenouová |
| C | Hilde Drexlerová        | Hilde Drexlerová          | Clarisse Agbegnenouová    | Clarisse Agbegnenouová  | Clarisse Agbegnenouová | Clarisse Agbegnenouová |
| C | volný los               | Franciska Szabóová        | Pak Či-jun                | Clarisse Agbegnenouová  | Clarisse Agbegnenouová | Clarisse Agbegnenouová |
| C | volný los               | Franciska Szabóová        | Pak Či-jun                | Clarisse Agbegnenouová  | Clarisse Agbegnenouová | Clarisse Agbegnenouová |
| C | Suad Belachalová        | Pak Či-jun                | Pak Či-jun                | Clarisse Agbegnenouová  | Clarisse Agbegnenouová | Clarisse Agbegnenouová |
| C | Pak Či-jun              | Pak Či-jun                | Pak Či-jun                | Clarisse Agbegnenouová  | Clarisse Agbegnenouová | Clarisse Agbegnenouová |
| C | volný los               | Miku Taširová             | Miku Taširová             | Miku Taširová           | Clarisse Agbegnenouová | Clarisse Agbegnenouová |
| C | volný los               | Miku Taširová             | Miku Taširová             | Miku Taširová           | Clarisse Agbegnenouová | Clarisse Agbegnenouová |
| C | Hélène Wezeuová         | Hélène Wezeuová           | Miku Taširová             | Miku Taširová           | Clarisse Agbegnenouová | Clarisse Agbegnenouová |
| C | Laura Sallesová         | Hélène Wezeuová           | Miku Taširová             | Miku Taširová           | Clarisse Agbegnenouová | Clarisse Agbegnenouová |
| C | volný los               | Andreja Đakovićová        | Mariana Urdabajevová      | Miku Taširová           | Clarisse Agbegnenouová | Clarisse Agbegnenouová |
| C | volný los               | Andreja Đakovićová        | Mariana Urdabajevová      | Miku Taširová           | Clarisse Agbegnenouová | Clarisse Agbegnenouová |
| C | Mariana Urdabajevová    | Mariana Urdabajevová      | Mariana Urdabajevová      | Miku Taširová           | Clarisse Agbegnenouová | Clarisse Agbegnenouová |
| C | Stefanie Tremblayová    | Mariana Urdabajevová      | Mariana Urdabajevová      | Miku Taširová           | Clarisse Agbegnenouová | Clarisse Agbegnenouová |
| D | volný los               | Jarden Gerbiová           | Jarden Gerbiová           | Jarden Gerbiová         | Jarden Gerbiová        | Clarisse Agbegnenouová |
| D | volný los               | Jarden Gerbiová           | Jarden Gerbiová           | Jarden Gerbiová         | Jarden Gerbiová        | Clarisse Agbegnenouová |
| D | Hannah Martinová        | Hannah Martinová          | Jarden Gerbiová           | Jarden Gerbiová         | Jarden Gerbiová        | Clarisse Agbegnenouová |
| D | Fupu Chatriová          | Hannah Martinová          | Jarden Gerbiová           | Jarden Gerbiová         | Jarden Gerbiová        | Clarisse Agbegnenouová |
| D | volný los               | Ana Cacholaová            | Ana Cacholaová            | Jarden Gerbiová         | Jarden Gerbiová        | Clarisse Agbegnenouová |
| D | volný los               | Ana Cacholaová            | Ana Cacholaová            | Jarden Gerbiová         | Jarden Gerbiová        | Clarisse Agbegnenouová |
| D | Katharina Haeckerová    | Kim Song-hwa              | Ana Cacholaová            | Jarden Gerbiová         | Jarden Gerbiová        | Clarisse Agbegnenouová |
| D | Kim Song-hwa            | Kim Song-hwa              | Ana Cacholaová            | Jarden Gerbiová         | Jarden Gerbiová        | Clarisse Agbegnenouová |
| D | volný los               | Anicka Van Emdenová       | Anicka Van Emdenová       | Anicka Van Emdenová     | Jarden Gerbiová        | Clarisse Agbegnenouová |
| D | volný los               | Anicka Van Emdenová       | Anicka Van Emdenová       | Anicka Van Emdenová     | Jarden Gerbiová        | Clarisse Agbegnenouová |
| D | Mia Hermanssonová       | Elisávet Telcíduová       | Anicka Van Emdenová       | Anicka Van Emdenová     | Jarden Gerbiová        | Clarisse Agbegnenouová |
| D | Elisávet Telcíduová     | Elisávet Telcíduová       | Anicka Van Emdenová       | Anicka Van Emdenová     | Jarden Gerbiová        | Clarisse Agbegnenouová |
| D | volný los               | Isabel Pucheová           | Cend-Ajušín Cerennadmid   | Anicka Van Emdenová     | Jarden Gerbiová        | Clarisse Agbegnenouová |
| D | volný los               | Isabel Pucheová           | Cend-Ajušín Cerennadmid   | Anicka Van Emdenová     | Jarden Gerbiová        | Clarisse Agbegnenouová |
| D | Cend-Ajušín Cerennadmid | Cend-Ajušín Cerennadmid   | Cend-Ajušín Cerennadmid   | Anicka Van Emdenová     | Jarden Gerbiová        | Clarisse Agbegnenouová |
| D | Büşra Katipoğluová      | Cend-Ajušín Cerennadmid   | Cend-Ajušín Cerennadmid   | Anicka Van Emdenová     | Jarden Gerbiová        | Clarisse Agbegnenouová |